# Ромб Михаэлиса
Ромб Михаэлиса или Крестцовый ромб — ромбовидный контур, который иногда заметен в нижней части спины человека. Ромб определяется следующими вершинами: Ямки Венеры, верх ягодичной складки и выступающие края больших спинных мышц.
Ромб Михаэлиса назван в честь Густава Адольфа Михаэлиса, немецкого акушера XIX века.